# يوري سينكيفيتش
يوري ألكسندروفيتش سينكيفيتش (بالروسية: Юрий Александрович Сенкевич)‏ (4 آذار (مارس) 1937 في مدينة تشويبالسان في منغوليا وتوفي في 25 أيلول (سبتمبر) 2003 في موسكو روسيا) كان طبيباً وعالماً سوفيتي. اشتهر في الاتحاد السوفيتي وعالمياً لمشاركته في حملات ثور هايردال الاستكشافية، حيث أبحرا معاً.
ولد سينكيفيتش لأبوين روسيين في منغوليا. عام 1960، تخرج من الأكاديميات العسكرية السوفيتية: أكاديمية كيروف العسكرية الطبية في سانت بطرسبرغ. بعد تخرجه، استلم مهام عمله كطبيب في الجيش. عام 1962، بدأ عملاً في "معهد موسكو لطب الطيران والفضاء]] التابع لوزارة الدفاع السوفيتية. استمر في عمله في هذا المجال في معهد المشاكل الطبية والبيولوجية التابع لوزارة الصحة العامة. في الفترة من 1966 إلى 1967، اشترك في الحملة السوفيتية الثانية عشرة لاكتشاف القطب الجنوبي في محطة فوستك (القطب الجنوبي).
عام 196، دعا ثور هايردال سينكيفيتش للإبحار معه على متن القارب «رع» المصنوع من البردي، ثم أبحرا مرة أخرى ضمن حملة «رع 2» عام 1970. إضافة لذلك، فقد أبحرا معاً عبر المحيط الهندي.
عام 1973، بدأ سينكيفيتش عمله كمقدم برنامج «نادي الرحالة» الذي عرض على محطة التلفزيون المركزية السوفيتية. خلال 30 عاماً، زار أكثر من 200 دولة كصحفي. حصل عام 1997 على جائزة TEFI التي تقدمها الأكاديمية الروسية للتلفزيون عن إجمالي مساهماته في المجال. يوري مسجل في موسوعة غينيس للأرقام القياسية كأكثر مذيع أخبار خدمة في التلفزيون.
ليوري ابن هو نيكولاي سينكيفيتش الذي أصبح لاحقاً مديراً لقناة NTV.

## فيلموغرافيا
- 1983 - فيلم بصمة - مقدم برنامج تلفزيون (نكروديتيد)
- 1986 - فيلم على مدى قوس قزح
- 1987 - فيلم جزيرة السفن المفقودة
- 1991 - فيلم ليومي - المذيع

## أعماله
- على «رع» عبر المحيط الأطلسي
- في المحيط، «دجلة»
- ودعوا الأفق
- رحلة العمر (مذكرات).

## وصلات خارجية
- يوري سينكيفيتش على موقع IMDb (الإنجليزية)
- يوري سينكيفيتش على موقع قاعدة بيانات الفيلم (الإنجليزية)